# Brachyplatystoma
Brachyplatystoma là một chi cá da trơn trong họ Pimelodidae.
- - Brachyplatystoma filamentosum (Lichtenstein, 1819) (Kumakuma, Piraíba, Filhote)
  - Brachyplatystoma rousseauxii (Castelnau, 1855) còn có tên gọi là Sparus aurata

Một hóa thạch loài trong chi còn được biến đến là:
- †Brachyplatystoma promagdalena Lundberg, 2005 hóa thạch được biết đến từ thế Miocene[2]